# Lo que han visto mis ojos
Lo que han visto mis ojos. Crónica de la España Republicana son las memorias de la periodista y escritora franco-española Elena Ribera de la Souchère publicadas en 2007.

## Contexto
Cuando estalló la guerra civil española, la autora compaginaba sus estudios con su labor en la delegación del Gobierno Vasco en París. Decidió ingresar en España como corresponsal de guerra para el diario L’Éveil des Peuples, lo que la llevó a recorrer distintos escenarios del conflicto, incluyendo el frente y la retaguardia. Su estancia en Madrid y Barcelona le permitió conocer de primera mano la crudeza de la guerra, experiencia que reflejó en sus artículos, en los que defendió la causa republicana.
Lo que han visto mis ojos, es una colección de crónicas, análisis y reflexiones sobre las causas de la guerra y sus consecuencias, que sumieron en el olvido a una parte de la sociedad, especialmente a los vencidos. El escritor Juan Goytisolo escribió Celebración de Elena de la Souchère en El País el 19 de julio de 2005. Este artículo fue incluido como prólogo del libro.
Este libro pertenece a la llamada literatura de las exiliadas que se centra especialmente en memorias y experiencias personales. Plasmaron lo que vivieron y lo hicieron siendo conscientes de ser portadoras de la memoria de esos hechos. Entre las obras están: De Barcelona a la Bretaña francesa (1939), de Luisa Carnés, Éxodo. Diario de una refugiada española (1940), de Silvia Mistral; Una mujer en la guerra de España (1964), de Carlota O’Neill; Memoria de la melancolía (1970), de María Teresa León; Un barco cargado de... de Cecilia G. de Guilarte (1972), Los diablos sueltos (1975) de Mada Carreño; Primer exilio (1978), de Ernestina de Champourcin y Memorias habladas, memorias armadas (1990) de Concha Méndez.

## Sinopsis
La obra inicia con un examen de las causas que desencadenaron la guerra civil y de aquellos asuntos que la derecha percibió como una amenaza a los cimientos de la nación. Cuestiones como la reforma agraria, la legislación sobre el ejército y la religión son abordadas desde una perspectiva objetiva. Se advierte una crítica a la evolución de la República, haciendo hincapié en la demora en la implementación de reformas estructurales, lo que fortaleció la oposición al cambio en ciertos sectores de la sociedad.
La segunda parte del libro se centra en el bombardeo de Guernica, considerándolo un precedente de la guerra moderna. A partir de su propia experiencia en los bombardeos de Barcelona, la autora profundiza en el estudio de la sociedad vasca y su arraigado sentimiento nacionalista. Su conocimiento en esta materia se debe tanto a su origen como a su labor en la oficina del gobierno vasco en París.
En la tercera parte, 1938, un año decisivo de la Guerra Civil Española, se presentan diversas crónicas que abarcan desde la percepción de una aparente cotidianidad hasta el análisis de la evolución de la guerra.
Finalmente, el capítulo Panorama de la guerra civil española ofrece una perspectiva global del enfrentamiento, sus repercusiones en las estructuras del Estado, su desintegración y la instauración de un régimen fascista liderado por el general Franco. Además, se reflexiona sobre la fragmentación interna del bando republicano y cómo estas disputas contribuyeron a su derrota y al avance del franquismo. A pesar de este panorama adverso, Ribera reafirma su compromiso con la defensa de la libertad y la recuperación de los derechos democráticos en España.